# Une sélection d'hymnes pour le culte public (Gadsby)
'Une sélection d'hymnes pour le culte public' (anglais : A Selection of Hymns for Public Worship) sont un recueil d’hymnes compilés par William Gadsby, un pasteur baptiste réformé britannique.

## Histoire
Le recueil de cantiques de divers auteurs est publié par le pasteur baptiste réformé William Gadsby en 1814 à Manchester, en Angleterre .

## Résumé
Ce recueil contient 1156 cantiques d'auteurs comme Gadsby, Augustus M. Toplady, Isaac Watts, Joseph Hart, John Cennick, John Newton, John Berridge, et William Cowper .
Le recueil est valable actuellement dans trois types d'éditions : deux de 895 pages et une de 473 pages. Le recueil de cantiques est utilisé par des réformés baptistes en Angleterre et aux États-Unis et quelques vieilles écoles ou églises baptistes primitives aux États-Unis. Beaucoup de réformés baptistes utilisent le Companion Tune Book, l'enregistrement de 1011 cantiques considéré comme le compagnon du recueil de cantiques de Gadsby. Le recueil n'a jamais été utilisé en dehors du monde anglophone, mais il existe aujourd'hui un intérêt renouvelé parmi les baptistes réformés en raison de sa poésie de dévotion.
Gadsby a aussi publié les Chants du Nazaréen, contenant environ 250 de ses propres cantiques.